# Championnats d'Europe de gymnastique artistique masculine 1955
Navigation
Édition suivante
Le 1er championnat d'Europe de gymnastique artistique masculine s'est déroulé à Francfort en 1955.

## Résultats

### Concours général individuel
| Rang               | Gymnaste             | Total  |
| ------------------ | -------------------- | ------ |
| Médaille d'or      | Boris Shakhlin (URS) | 57.800 |
| Médaille d'argent  | Albert Azaryan (URS) | 56.750 |
| Médaille de bronze | Helmut Bantz (GER)   | 56.650 |

### Finales par engins

#### Sol
| Rang               | Gymnaste               | Total |
| ------------------ | ---------------------- | ----- |
| Médaille d'or      | Vladimir Prorok (TCH)  | 9.750 |
| Médaille d'argent  | Jan Cronstedt (SWE)    |       |
| Médaille de bronze | Adalbert Dickhut (GER) |       |

#### Cheval d'arçon
| Rang               | Gymnaste             | Total |
| ------------------ | -------------------- | ----- |
| Médaille d'or      | Boris Shakhlin (URS) | 9.750 |
| Médaille d'argent  | Jan Cronstedt (SWE)  |       |
| Médaille de bronze | Hans Sauter (AUT)    |       |

#### Anneaux
| Rang              | Gymnaste              | Total |
| ----------------- | --------------------- | ----- |
| Médaille d'or     | Albert Azaryan (URS)  | 9.850 |
| Médaille d'argent | Helmut Bantz (GER)    |       |
| Médaille d'argent | Vladimir Prorok (TCH) |       |
| Médaille d'argent | Boris Zhachlin (URS)  |       |

#### Saut
| Rang               | Gymnaste               | Total |
| ------------------ | ---------------------- | ----- |
| Médaille d'or      | Adalbert Dickhut (GER) |       |
| Médaille d'argent  | Helmut Bantz (GER)     |       |
| Médaille de bronze | Joseph Stoffel (LUX)   |       |

#### Barres parallèles
| Rang          | Gymnaste             | Total |
| ------------- | -------------------- | ----- |
| Médaille d'or | Helmut Bantz (GER)   | 9.750 |
| Médaille d'or | Boris Shakhlin (URS) | 9.750 |
| Médaille d'or | Albert Azaryan (URS) | 9.750 |

#### Barre fixe
| Rang              | Gymnaste             | Total |
| ----------------- | -------------------- | ----- |
| Médaille d'or     | Boris Shakhlin (URS) | 9.750 |
| Médaille d'argent | Albert Azaryan (URS) |       |
| Médaille d'argent | Jan Cronstedt (SWE)  |       |

## Tableau des médailles
| Rang | Nation               | Or | Argent | Bronze | Total |
| ---- | -------------------- | -- | ------ | ------ | ----- |
| 1    | Union soviétique     | 6  | 3      | 0      | 9     |
| 2    | Allemagne de l'Ouest | 2  | 2      | 2      | 6     |
| 3    | Tchécoslovaquie      | 1  | 1      | 0      | 2     |
| 4    | Suède                | 0  | 3      | 0      | 3     |
| 5    | Luxembourg           | 0  | 0      | 1      | 1     |
| 5    | Autriche             | 0  | 0      | 1      | 1     |